# Kevin Maas
Kevin Maas (Maasmechelen, 18 september 1992) is een Belgisch politicus en arts. Hij was de voorzitter van JONGCD&V, de jongerenpartij van CD&V en is de secretaris-generaal van YEPP, de jongerenpartij van de Europese Volkspartij.

## Levensloop
Maas startte zijn politieke engagement bij de Christen Democratische Studenten. Zodra hij zijn studies geneeskunde aan de Universiteit Hasselt aanvatte in 2010, werd hij actief bij CDS Hasselt, om er in zijn derde jaar voorzitter te worden van de afdeling. Voor zijn master geneeskunde ging hij in 2013 aan de Katholieke Universiteit Leuven studeren, waar hij actief werd bij CDS Leuven.
Na twee jaar meegedraaid te hebben in de Leuvense kern, werd hij in 2015 verkozen en in 2016 herverkozen tot nationaal voorzitter van de Christen Democratische Studenten.
In 2019 was Maas kandidaat voor de verkiezingen voor het nationaal bureau van JONGCD&V en werd hij verkozen in het nationaal bureau voor het luik politiek. Hij geraakte sterk betrokken bij de internationale vertegenwoordiging van JONGCD&V bij YEPP, de jongerenpartij van de EVP.

## Politieke carrière

#### Voorzitter van JONG CD&V
Nadat Sammy Mahdi in maart 2020 lid werd van de Kamer van volksvertegenwoordigers, was hij statutair verplicht om ontslag te nemen als voorzitter van JONGCD&V. Maas stelde zich daarop in april 2020 kandidaat als nieuwe nationaal voorzitter van JONGCD&V met als slogan "Klare taal, vaste koers". Op 1 juni 2020 werd bekendgemaakt dat Maas de verkiezingen gewonnen met 51% van de stemmen en daarmee de nieuwe voorzitter van JONGCD&V werd. Gedurende zijn eerste mandaat zette Maas zich in voor een verbeterde interne werking van de jongerenpartij, een versterkte aanwezigheid van JONG CD&V in de internationale politiek en meer diepgang in de inhoudelijke werking. In het najaar van 2020 organiseerde hij het hybride Green Deal congres van JONG CD&V waar de jongeren verschillende voorstellen naar voren schoven voor innovatieve maatregelen in de strijd tegen klimaatopwarming. In 2021 werkten verschillende werkgroepen binnen de jongerenpartij onder zijn leiding aan een nieuwe, alomvattende ideologische congrestekst voor JONG CD&V. Op het congres van 30 en 31 oktober 2021 werd deze congrestekst aanvaard en daarmee een nieuw basisdocument voor JONG CD&V aangenomen. Op het congres was ook een grote internationale delegatie van bevriende jongerenpartijen aanwezig. In april 2022 werd Maas, als enige kandidaat, herverkozen als de voorzitter van JONG CD&V.

#### Secretaris-Generaal van YEPP
Op het YEPP Congres in Brussel in de zomer van 2021 werd Kevin Maas unaniem verkozen tot secretaris-generaal van YEPP. Hij werd daarmee de eerste Belg die deze positie bekleedde. Sindsdien organiseerde hij verschillende evenementen doorheen heel Europa, waaronder in San Marino, Rome, Stockholm, Rotterdam en Alicante.